# En drink före kriget
En drink före kriget (originaltitel: A Drink Before the War) är en kriminalroman från 1994 av Dennis Lehane. Den utkom på svenska 2005 i översättning av Ulf Gyllenhak. Det är den första boken i en serie med Patrick Kenzie och Angela Gennaro i huvudrollerna.

## Handling
En högt uppsatt politiker erbjuder privatdetektiverna Patrick Kenzie och Angie Gennaro stora pengar för ett litet jobb; att hitta den städerska som påstås ha stulit konfidentiella dokument från stadshuset. Men vad som verkar vara ett enkelt uppdrag blir snabbt mer komplicerat än de kunnat ana när de hittar kvinnan och det står klart att hennes hemlighet är av ett helt annat slag än vad som påståtts. Det hon berättar leder vidare till ett av de blodigaste gängkrigen Boston någonsin skådat.
Innan Patrick Kenzie och Angie Gennaro vet ordet av är de djupt indragna i händelseförloppet och både de rivaliserande gängen vill se dem döda.
På hemmaplan strävar Patrick fortfarande efter att glömma minnena av sin misshandlande far, medan Angie varje kväll går hem till en make som har en tendens att ge henne blå ögon och blodiga läppar. Båda måste de kämpa för att bli fria från sina personliga demoner, medan de desperat söker finna en lösning på den dödsdom de står under.

## Bokens titel
Titeln refererar till det gängkrig som är centralt för handlingen. Det är en replik av journalisten Devin på sidan 192 i boken. Repliken kommer ursprungligen från en klassisk scen i BBC:s komediserie Pang i bygget, Fawlty Towers, 1975, där hotellägaren Basil Fawlty (John Cleese) frågar sin tyska gäster "Vill ni äta först, eller vill ni ha en drink före kriget? (Now, would you like to eat first, or would you like a drink before the war?).

## Utgåvor på svenska
- 2005 - ISBN 91-0-010787-5 (inbunden)
- 2005 - ISBN 91-0-010807-3 (kartonnage)
- 2005 - ISBN 91-7953-260-8 (ljudbok)
- 2006 - ISBN 91-7001-386-1 (pocket)
- 2006 - ISBN 91-43-02439-4 (inbunden)

1. ↑  läs online, www.privateeyewriters.com .[källa från Wikidata]